# Список ректоров Варшавского университета
Ректор Варшавского университета (пол. Rektor Uniwersytetu Warszawskiego) — высшее должностное лицо в структуре Варшавского университета. В соответствии с Законом о высшем образовании и науке и Уставом Варшавского университета, ректор Варшавского университета: руководит деятельностью университета, представляет университет за его пределами, является руководителем сотрудников, студентов и докторантов, готовит проект Устава и изменений к нему, а также проект стратегии Университета и изменений к нему, представляет отчет о реализации стратегии Университета, назначает людей на руководящие должности в Университете и определяет круг их обязанностей, определяет и проводит кадровую политику, определяет научно-образовательную политику, осуществляет деятельность в области трудового права, создает исследования по определенной области, уровню и профилю, издает организационные положения Университета, заключает договоры о сотрудничестве с иностранными организациями, руководит финансовое управление Университета, создает комиссии и ректорские команды.
Первым ректором Варшавского Королевского Университета 2 марта 1818 года был избран декан факультета Богословия, ксёндз Войцех Швейковский. 17 июня 2020 года на должность ректора Варшавского Университета избран декан Факультета менеджмента, профессор Алойзы Новак, который занял должность с 1 сентября 2020 года.

## Варшавский Королевский Университет

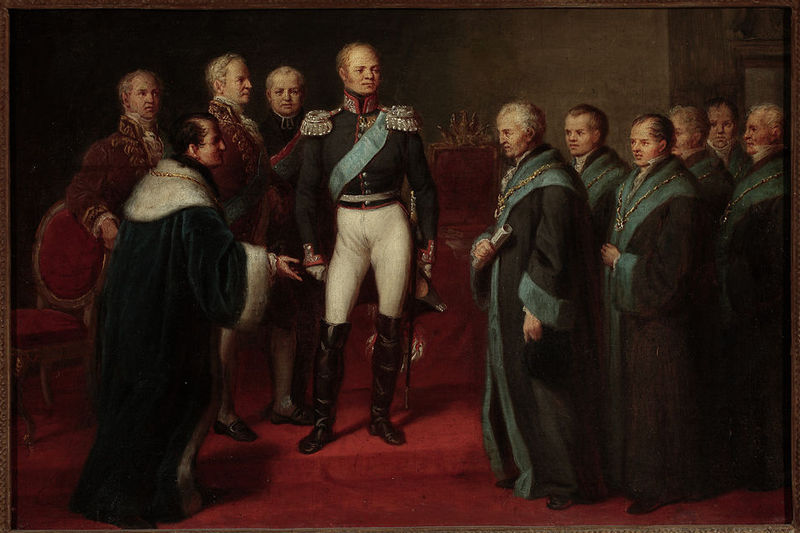
Вручение грамоты основания Варшавского университета царем Александром I. Картина анонимного художника XIX века.

Варшавский Королевский Университет (пол. Królewski Uniwersytet Warszawski) — государственный университет в Царстве Польском, основанный 19 ноября 1816 года в Варшаве Комиссией по делам религий и народного образования .
В ноябре 1816 года Станислав Костка Потоцкий, глава Комиссии по религиозным конфессиям и общественному просвещению, и Станислав Сташиц представили царю Польши и императору Всероссийскому Александру I проект создания Варшавского королевского университета, который принял эту инициативу и одобрил ее . Университет был основан путем слияния двух школ, существовавших во времена Варшавского герцогства, и были созданы Палатой народного образования: Школа права и административных наук (основана в 1808 году) и Школа медицины, также известная как Академический факультет медицины (основана в 1809 году) .
В 1830 году царь Николай I переименовал университет в Королевско-Александровский университет в честь своего брата Александра I (умер в 1825 году) . После провала Ноябрьского польского восстания (1830), в котором участвовало много студентов, университет был закрыт.
| # | Имя ректора                                            | Изображение | Начало нахождения в должности | Конец нахождения в должности |
| - | ------------------------------------------------------ | ----------- | ----------------------------- | ---------------------------- |
| 1 | Войцех Швейковский (1773–1838) Wojciech Szweykowski    |             | 2 марта 1818 года             | 10 января 1831 года          |
| 2 | Юзеф Кароль Шкродский (1787–1832) Józef Karol Skrodzki |             | 10 января 1831 года           | 19 ноября 1831 года          |

## Варшавская Главная Школа

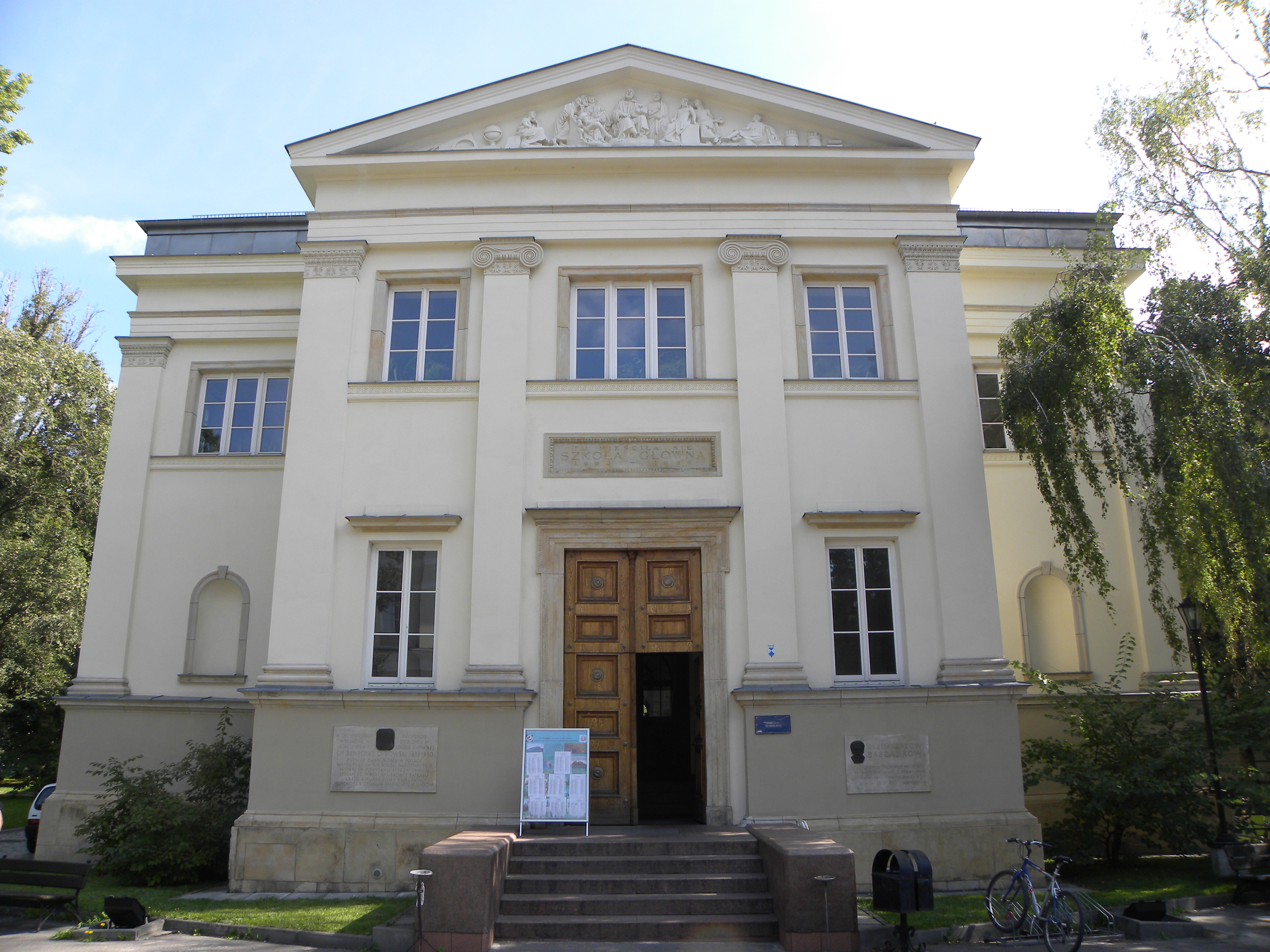
Здание Главной Школы.

Варшавская Главная Школа (пол. Szkoła Główna Warszawska) — высшее учебное заведение в Царстве Польском, существовавшее в 1862—1869 годах. Была основана в июне 1862 года директором Правительственной комиссии по делам религиозных конфессий и народного просвещения Александром Велёпольским по указу императора Александра II. Создана на базе распущенной в 1862 году Медико-хирургической академии. Располагалась в зданиях Варшавского университета, распущенного в 1831 году российскими властями. Закрыта в ноябре 1869 года в рамках репрессий после Январского восстания.
| # | Имя ректора                                | Изображение | Начало нахождения в должности | Конец нахождения в должности |
| - | ------------------------------------------ | ----------- | ----------------------------- | ---------------------------- |
| 3 | Юзеф Мяновский (1804–1879) Józef Mianowski |             | 25 ноября 1862 года           | 24 октября 1869 года         |

## Императорский Варшавский университет

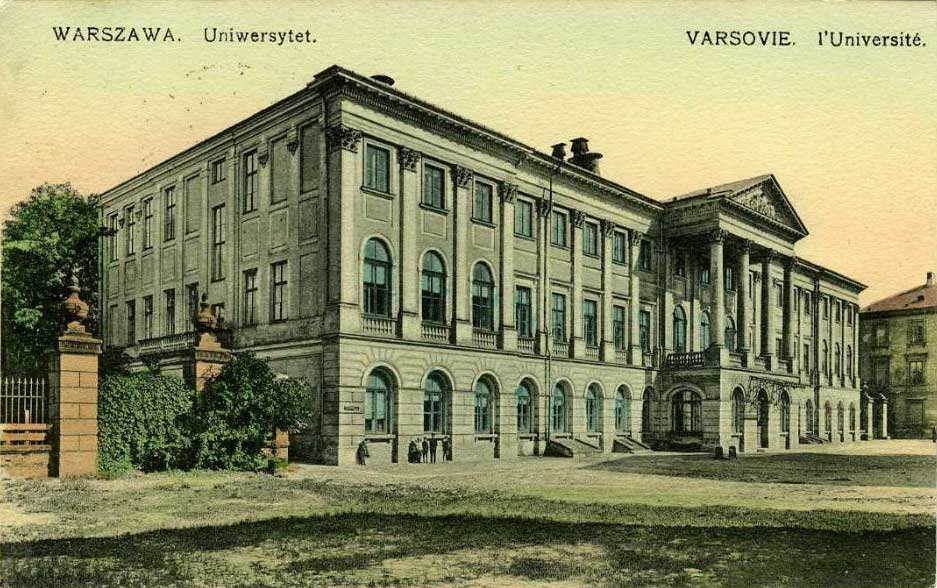
Здание Императорского Варшавского университета.

Императорский Варшавский университет (пол. Cesarski Uniwersytet Warszawski) — один из двенадцати Императорских университетов Российской империи, основанный в Варшаве 12 (24) октября 1869. Главная школа, по мысли графа Д. А. Толстого, была преобразована в Императорский Варшавский университет.
Устав Варшавского университета, изданный 8 июня 1869 года, в основном соответствовал основным положениям Устава 1863 года, со значительными, однако, отличиями в смысле ограничения университетского самоуправления; и действовал до 1917 года и немногим отличался от Устава 1884 года. Преподавание и делопроизводство в Варшавском университете велось в обязательном порядке на русском языке. Прежним преподавателям Главной школы был предоставлен трёхлетний срок для получения докторской степени, необходимой для утверждения в звании профессора университета, причём им дана была льгота представлять диссертации прямо на доктора соответствующих наук, минуя степень магистра. Для изучения русского языка им дан был двухлетний срок, после которого они должны были приступить к чтению лекций на государственном, русском языке. При открытии университета всех лиц, определенных в должности профессоров, доцентов, прозекторов и лекторов, было 56; из них 31 получили образование в русских университетах, а из остальных, трое были тогда же признаны способными продолжать преподавание на русском языке. Русификация вызвала резкое понижение числа студентов университета, затем число студентов постепенно возрастало благодаря привлечению в университет русской молодёжи из семинаристов и общему увеличению российского чиновничьего аппарата в Царстве Польском.
Кафедры Императорского Варшавского университета были практически недоступны для польских учёных. Кафедрами заведовали в большинстве случаев русские учёные, иногда известные специалисты в своей области мало считались с культурными нуждами Царства Польского.
Студенчество Императорского Варшавского университета активно приняло участие в революционном движении. Выступления студентов, как отклики на события в России, отмечались в мае 1902 г., ноябре 1903 г., апреле 1904 г. Среди ученых университета, профессорско-преподавательского состава были и противники, и сторонники насильственной русификации поляков. Это пагубно влияло не только на установление правильных взаимоотношений с польским народом, но и на развитие науки и культуры.
В 1905 году в Царстве Польском развернулась борьба за национализацию школы. Учащаяся молодёжь начала добиваться преподавания польского языка в школах, польских учителей и руководителей. Студенты поляки, составляющие преобладающую часть обучающихся в университете, выдвигали при поддержке общества требование о полонизации обучения в Варшавском университете.
После январских событий 1906 года ряд университетов был закрыт. Собравшийся в 1906 году съезд ректоров и директоров университетов вынес решение об открытии для занятий с начала 1906/07 академического года всех высших учебных заведений кроме Императорского Варшавского университета. Положение Варшавского университета рассматривалось в начале 1907 года Советом Министров. В принятом решении говорилось, что «Варшавский университет, помимо своего ученого и просветительного значения для края, является прежде всего учреждением государственным, удовлетворяющим потребность просвещения всей империи. Поэтому упразднение его в том или ином виде недопустимо. В Варшаве русский университет был открыт, он и должен оставаться в Варшаве».
Борьба со студенческим движением приводит к закрытию Варшавского университета на три года. Только в 1908/09 учебном году университет возобновил учебные занятия на первых курсах всех факультетов. На открытие университетских курсов (1908/9) нахлынула почти исключительно русская молодёжь, искусственными мерами привлечённая в Варшаву. Начавшиеся занятия проходили нерегулярно, так как студенческие волнения продолжались. В 1911 году в связи с новыми гонениями, которым подвергалось студенчество и прогрессивная профессура со стороны Министерства просвещения, в Варшавском университете отмечаются новые волнения студентов. Бойкот Варшавского университета со стороны польского населения и молодежи из-за насильственной русификации поляков не прекращался вплоть до его эвакуации в 1915 году.
После начала Первой мировой войны в июле 1915 года Императорский Варшавский университет был эвакуирован в Ростов-на-Дону, где было продолжено обучение студентов. Для размещения университету были переданы здания Николаевской больницы, большого доходного дома, коммерческого училища и торговой школы. Впоследствии на основе Варшавского университета был организован Ростовский медицинский институт. Занятия в Варшавском университете в Ростове-на-Дону начались 1 декабря 1915 года. Варшавский университет в Ростове-на-Дону просуществовал до мая 1917 года. После обретения Польшей независимости Варшавский университет в Ростове-на-Дону был закрыт и одновременно открыт он же, но уже как «Донской университет», в который переводом зачислили профессоров и студентов.
| #     | Имя ректора                                   | Изображение | Начало нахождения в должности | Конец нахождения в должности |
| ----- | --------------------------------------------- | ----------- | ----------------------------- | ---------------------------- |
| 4     | Пётр Алексеевич Лавровский (1827–1886)        |             | 24 октября 1869 года          | 29 декабря 1872 года         |
| 5     | Николай Михайлович Благовещенский (1821–1892) |             | 29 декабря 1872 года          | 20 августа 1883 года         |
| 6     | Николай Алексеевич Лавровский (1825–1899)     |             | 1883                          | 1885                         |
| и. о. | Николай Яковлевич Сонин (1849–1915)           |             | 1885                          | 1885                         |
| 7     | Николай Алексеевич Лавровский (1825–1899)     |             | 1885                          | 1890                         |
| и. о. | Николай Яковлевич Сонин (1849–1915)           |             | 1890                          | 1890                         |
| 8     | Антон Семёнович Будилович (1846–1908)         |             | 1890                          | 1891                         |
| и. о. | Дмитрий Яковлевич Самоквасов (1843–1911)      |             | ноябрь 1891                   | декабрь 1891                 |
| 9     | Иван Петрович Щёлков (1833–1909)              |             | 1892                          | 1894                         |
| 10    | Михаил Иванович Шалфеев (1845–?)              |             | 1894                          | 1895                         |
| 11    | Павел Иванович Ковалевский (1850–1931)        |             | 1895                          | 1897                         |
| 12    | Григорий Эдуардович Зенгер (1853–1919)        |             | 1897                          | 1899                         |
| 13    | Григорий Константинович Ульянов (1859–1912)   |             | 1899                          | 1904                         |
| и. о. | Пётр Алексеевич Зилов (1850–1921)             |             | 1904                          | 1904                         |
| 14    | Евфимий Фёдорович Карский (1861–1931)         |             | 1905                          | 1911                         |
| 15    | Василий Васильевич Кудревецкий (1859–1936?)   |             | 1911                          | 1912                         |
| 16    | Иван Николаевич Трепицын (1868–1941?)         |             | 1913                          | 1914                         |
| 17    | Сергей Иванович Вехов (1857–1919)             |             | 1914                          | 1915                         |

## Университет Юзефа Пилсудского в Варшаве

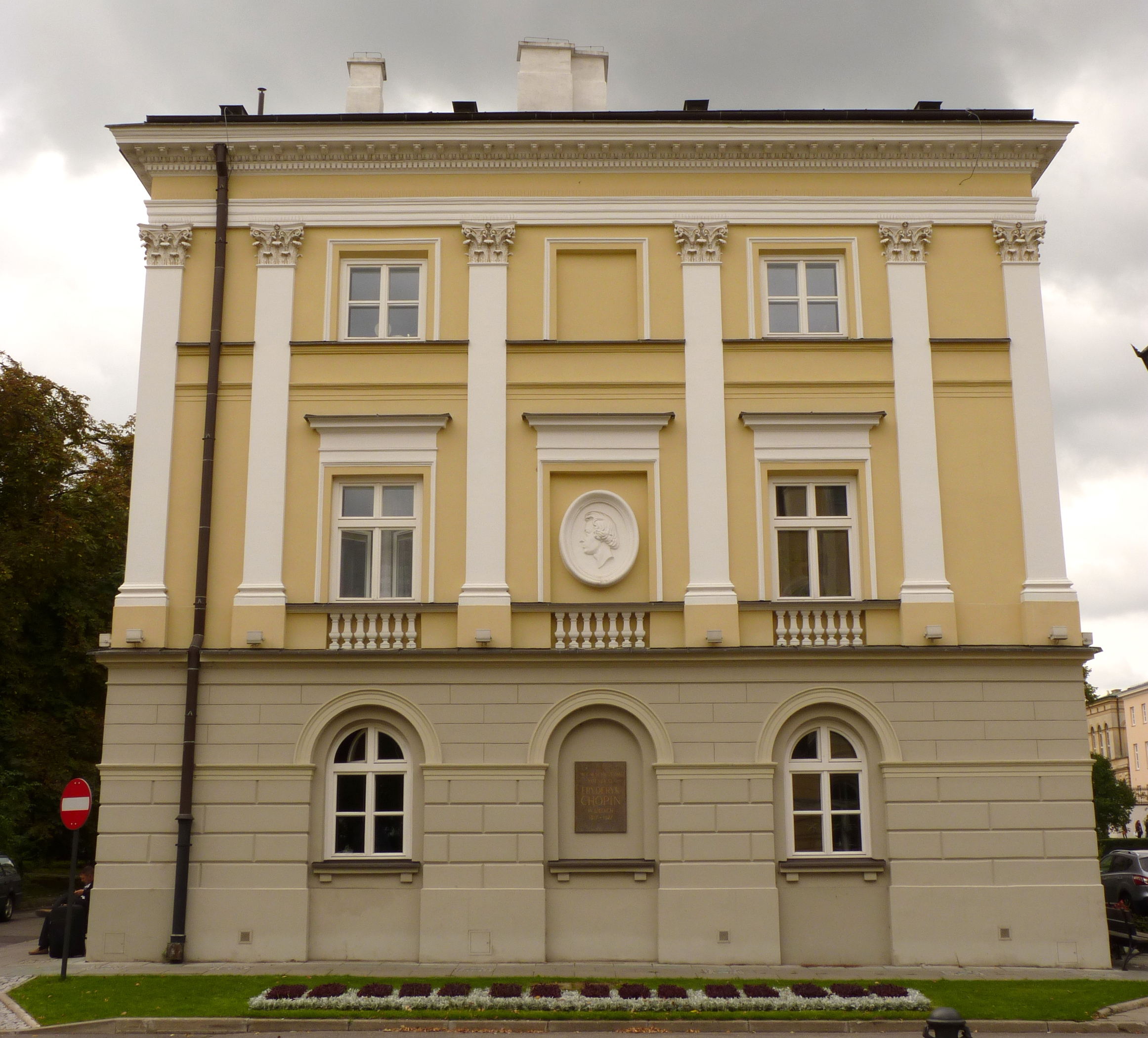
Здание ректората, ныне Институт истории искусств и Институт востоковедения.

Осенью 1915 года губернатор Царства Польского генерал Ганс фон Безелер создал польскоязычный Варшавский университет и предоставил ему статут. Именно тогда в университет в качестве студенток были приняты первые женщины. В 1920 году был создан факультет евангелической теологии. В начале 1930-х годов университет стал крупнейшим польским университетом — в нем работало 250 профессоров и доцентов, обучалось 10 000 студентов.
После смерти Юзефа Пилсудского в 1935 году Сенат Варшавского университета изменил название университета на Университет Юзефа Пилсудского в Варшаве (пол. Uniwersytet Józefa Piłsudskiego w Warszawie).
В ноябре 1936 года студенты под руководством Всепольской молодежи устроили блокаду университетских зданий, требуя снижения платы за обучение и создания «гетто за партой» для евреев. В октябре 1937 года ректор Влодзимеж Антоневич издал приказ о введении в университете такого гетто, то есть об обязанности студентов еврейского происхождения занимать отведенные места в лекционных аудиториях. Это было одно из первых «гетто за партой» в Польше. В 1938/39 учебном году евреи не принимались на фармацевтический и ветеринарный факультеты.
| #  | Имя ректора                                                          | Изображение | Начало нахождения в должности | Конец нахождения в должности |
| -- | -------------------------------------------------------------------- | ----------- | ----------------------------- | ---------------------------- |
| 18 | Юзеф Брудзиньский (1874–1917) Józef Brudziński                       |             | 2 ноября 1915 года            | 1917                         |
| 19 | Антони Костанецкий (1866–1941) Antoni Kostanecki                     |             | 1917                          | 1919                         |
| 20 | Станислав Юзеф Тугутт (1862–1956) Stanisław Józef Thugutt            |             | 1919                          | 1920                         |
| 21 | Ян Кароль Кохановский (1869–1949) Jan Karol Kochanowski              |             | 1920                          | 1921                         |
| 22 | Ян Мазуркевич (1871–1947) Jan Mazurkiewicz                           |             | 1921                          | 1922                         |
| 23 | Ян Лукасевич (1878–1956) Jan Łukasiewicz                             |             | 1922                          | 1923                         |
| 24 | Игнацы Кочембахр-Лысковский (1864–1945) Ignacy Koschembahr-Łyskowski |             | 1923                          | 1924                         |
| 25 | Францишек Кристалович (1868–1931) Franciszek Krzyształowicz          |             | 1924                          | 1925                         |
| 26 | Стефан Пеньковский (1883–1953) Stefan Pieńkowski                     |             | 1925                          | 1926                         |
| 27 | Болеслав Гриневецкий (1875–1963) Bolesław Hryniewiecki               |             | 1926                          | 1927                         |
| 28 | архиепископ Антони Шлаговский (1864–1956) Ks. abp Antoni Szlagowski  |             | 1927                          | 1928                         |
| 29 | Густав Пшихоцкий (1884–1947) Gustaw Przychocki                       |             | 1928                          | 1929                         |
| 30 | Тадеуш Бжеский (1884–1958) Tadeusz Brzeski                           |             | 1929                          | 1930                         |
| 31 | Мечислав Михалович (1876–1965) Mieczysław Michałowicz                |             | 1930                          | 1931                         |
| 32 | Ян Лукасевич (1878–1956) Jan Łukasiewicz                             |             | 1931                          | 1932                         |
| 33 | Юзеф Уейский (1883–1937) Józef Ujejski                               |             | 1932                          | 1933                         |
| 34 | Стефан Пеньковский (1883–1953) Stefan Pieńkowski                     |             | 1933                          | 1936                         |
| 35 | Влодзимеж Антоневич (1893–1973) Włodzimierz Antoniewicz              |             | 1936                          | 1939                         |
| 36 | Ежи Модраковский (1875–1945) Jerzy Modrakowski                       |             | 1939                          | 1939                         |

## Подпольный Университет

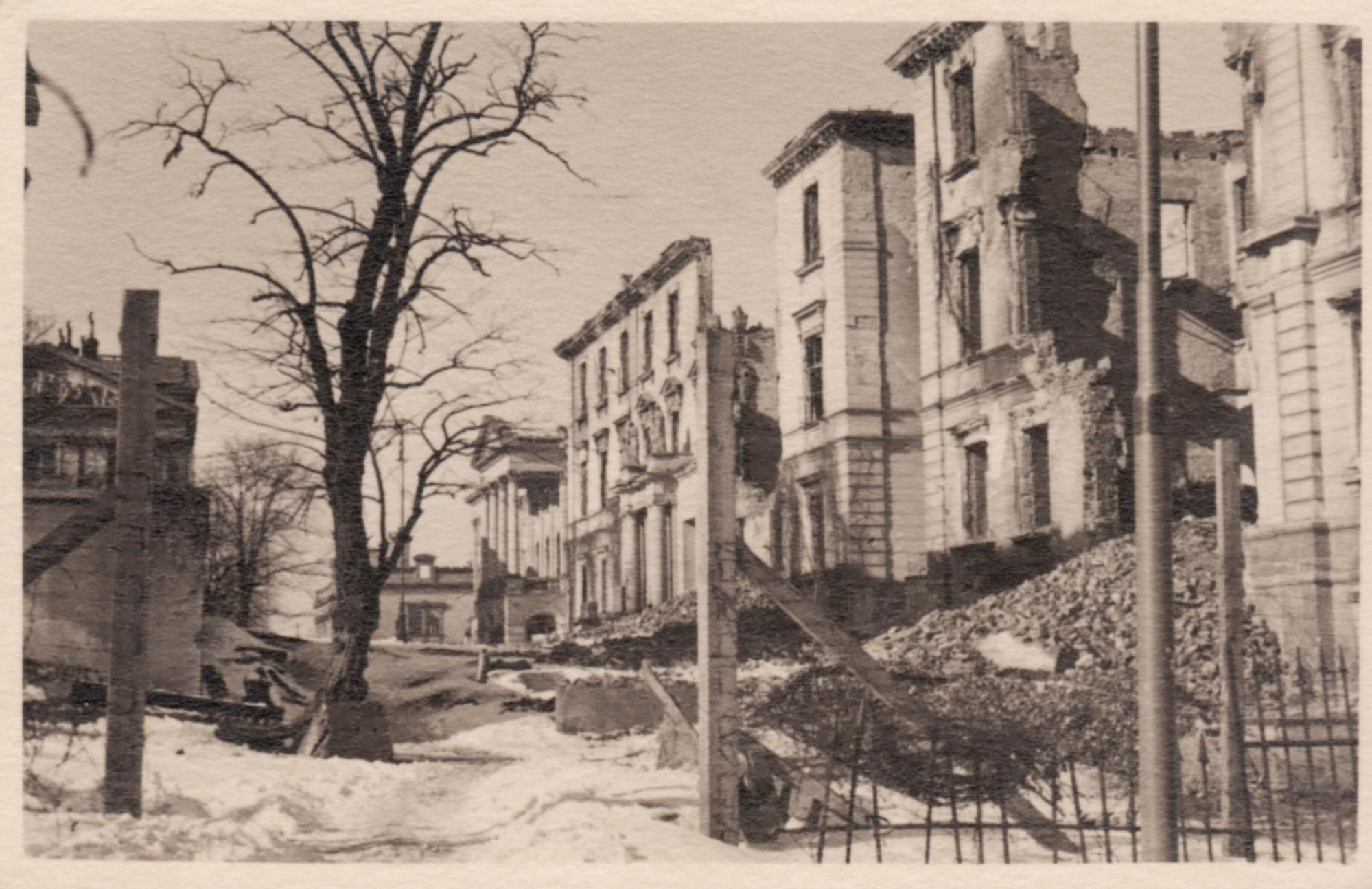
Варшавский Университет в период оккупации.

Во время оккупации польские университеты были закрыты. Коллекции и оборудование многих лабораторий были вывезены в Германию, а здания университета были частично преобразованы в казармы жандармерии. Несмотря на запреты оккупанта и угрозу смертной казни, многие преподаватели проводили занятия со студентами на частных квартирах. Таким образом была создана разветвленная структура тайного обучения, входившая в состав польского движения Сопротивления. В 1944 году в занятиях участвовало около 300 научных работников и 3500 студентов.
Подпольное образование на медицинском факультете Варшавского университета осуществлялось в Частном профессиональном училище для вспомогательного санитарного персонала доктора Яна Заорского.
Большинство студентов также были подпольщиками. 63 профессора Варшавского университета погибли во время войны. Инфраструктура университета была уничтожена на 60 %, коллекции — на 70-80 %.
Во время Варшавского восстания университетский комплекс был важным пунктом немецкого сопротивления в Средместье. Бойцы группы «Крыбар» Армии Крайовой трижды пытались захватить его, но все атаки заканчивались неудачей.

## Варшавский Университет

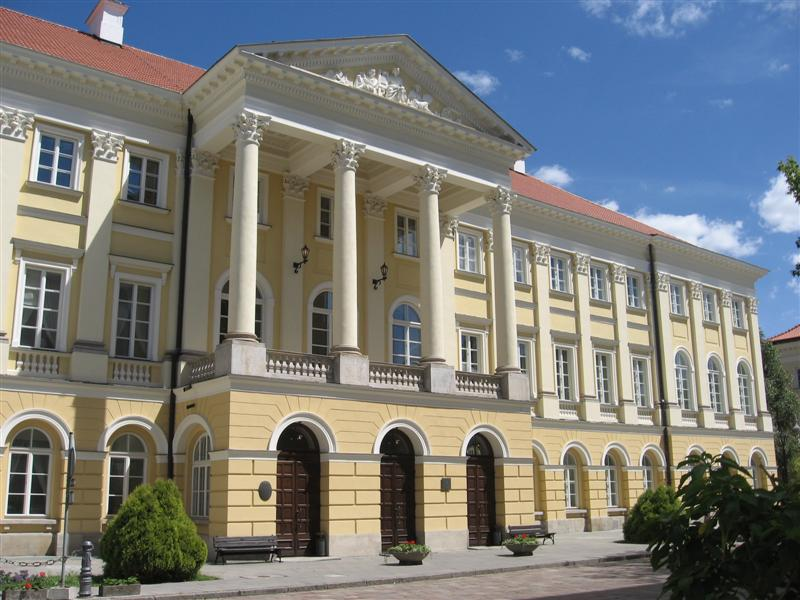
Казимировский дворец.

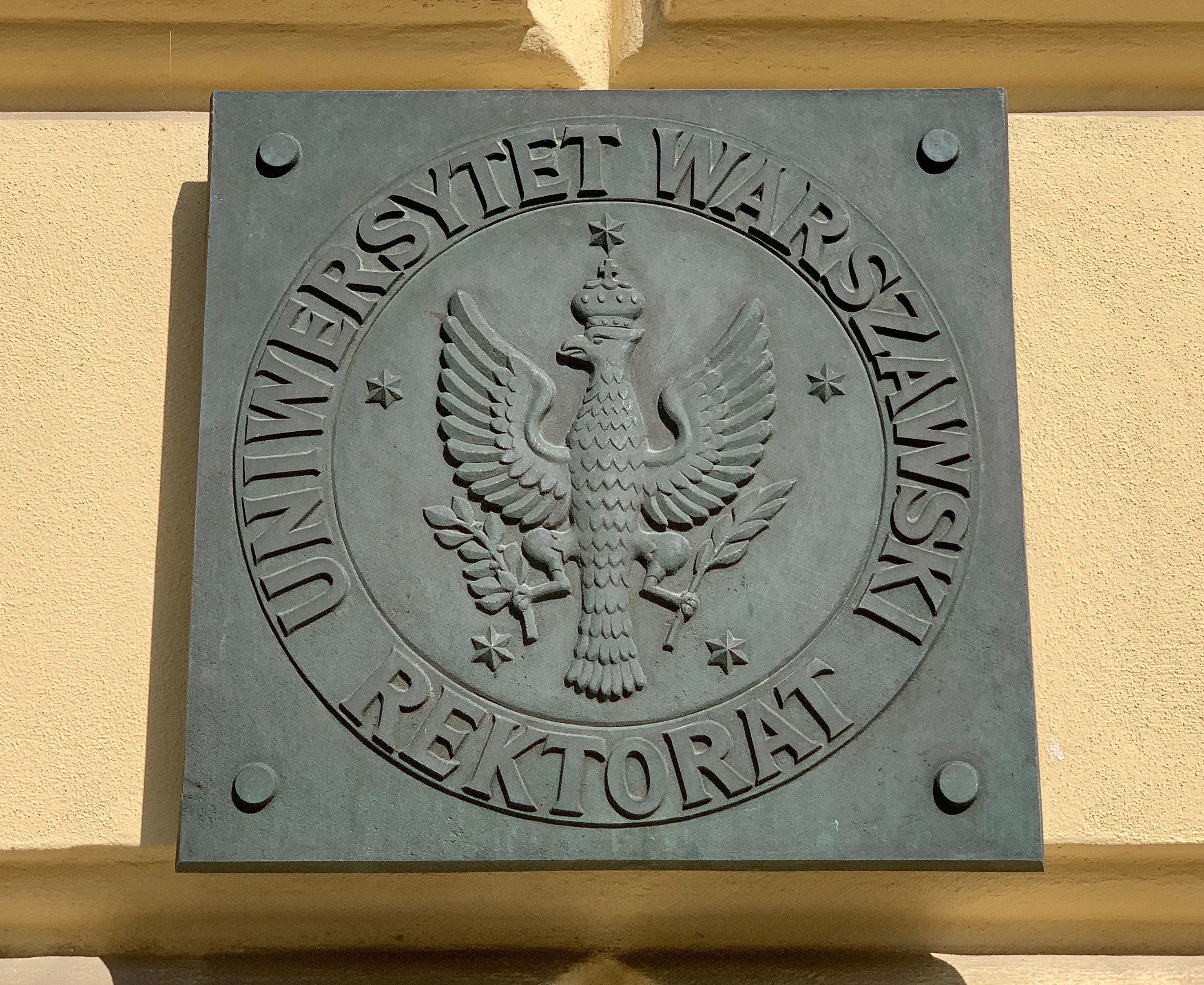
Вход в ректорат.

После войны название Варшавского университета (пол. Uniwersytet Warszawski) было восстановлено. 16 декабря 1945 года к занятиям приступили более 4000 студентов.
Варшавский университет был важным центром оппозиции во времена Польской Народной Республики. В 1950-е годы по политическим мотивам от занятий со студентами были отстранены: Владислав Татаркевич, Станислав Оссовский и Мария Оссовская. В октябре 1966 года Лешек Колаковский прочитал в Варшавском университете лекцию на тему «Развитие польской культуры за последние 10 лет», за что был исключен из Польской объединенной рабочей партии. В марте 1968 года в университете прошли массовые студенческие демонстрации. Затем из университета были исключены Стефан Жулкевский, Зигмунт Бауман, Лешек Колаковский, Бронислав Бачко и Мария Гиршович. В 1980—1981 годах существовала сенатская комиссия по анализу неправомерных кадровых решений руководства Варшавского университета, принятых в 1968—1980 годах, под председательством Клеменса Шанявского.
В 1980 году ректором стал Генрик Самсонович, но два года спустя он был отстранен от должности коммунистическими властями во время военного положения. За этот период также были интернированы: Анджей Богуславский, Клеменс Шанявский, Иоанна Мантель-Нечко, Ядвига Пузынина и Ханна Сьвида-Земба. В 1984 году министр Бенон Миськевич заблокировал избрание Клеменса Шанявского ректором.
Руководство университета расположено в исторических зданиях Краковского предместья, которые составляют Казимировский дворец.
13 мая 2016 года Польская почта по случаю 200-летия Варшавского университета выпустила блок № 197 с почтовой маркой с изображением Колонного зала в здании исторического факультета и на фоне Колонного зала, в виде трехмерной визуализации, знака Варшавского университета и эмблемы Варшавского университета.
| #  | Имя ректора                                                             | Изображение | Начало нахождения в должности | Конец нахождения в должности |
| -- | ----------------------------------------------------------------------- | ----------- | ----------------------------- | ---------------------------- |
| 37 | Стефан Пеньковский (1883–1953) Stefan Pieńkowski                        |             | 1945                          | 1947                         |
| 38 | Францишек Чубальский (1885–1965) Franciszek Czubalski                   |             | 1947                          | 1949                         |
| 39 | Ян Васильковский (1898–1977) Jan Wasilkowski                            |             | 1949                          | 1952                         |
| 40 | Станислав Турский (1906–1986) Stanisław Turski                          |             | 1952                          | 1969                         |
| 41 | Зыгмунт Рыбицкий (1925–1989) Zygmunt Rybicki                            |             | 1969                          | 1980                         |
| 42 | Хенрик Самсонович (1930–2021) Henryk Samsonowicz                        |             | 1980                          | 1982                         |
| 43 | Казимеж Альбин Добровольский (1931–2002) Kazimierz Albin Dobrowolski    |             | 1982                          | 1985                         |
| 44 | Клеменс Шанявский (1925–1990) Klemens Szaniawski                        |             | 1984                          | 1984                         |
| 45 | Гжегож Бялковский (1932–1989) Grzegorz Białkowski                       |             | 1985                          | 1989                         |
| 46 | Анджей Каэтан Вроблевский (род. 1933) Andrzej Kajetan Wróblewski        |             | 1989                          | 1993                         |
| 47 | Влодзимеж Сивиньский (1939–2023) Włodzimierz Siwiński                   |             | 1993                          | 1999                         |
| 48 | Пётр Венгленьский (род. 1939) Piotr Węgleński                           |             | 1999                          | 2005                         |
| 49 | Катажина Халасиньская-Мацуков (род. 1946) Katarzyna Chałasińska-Macukow |             | 2005                          | 2012                         |
| 50 | Марцин Палыс (род. 1964) Marcin Pałys                                   |             | 2012                          | 2020                         |
| 51 | Алойзы Новак (род. 1956) Alojzy Nowak                                   |             | 2020                          | в должности                  |